# ピンタド (潜水艦)
ピンタド (USS Pintado, SS-387) は、アメリカ海軍の潜水艦。バラオ級潜水艦の一隻。艦名はスペイン語で「まだら」を意味し、種を問わず斑模様の魚を指すが、アメリカ公文書では、フロリダ沖および西インド諸島に生息するサバ科のセロのスペイン語名に因んで命名された可能性を示唆している。

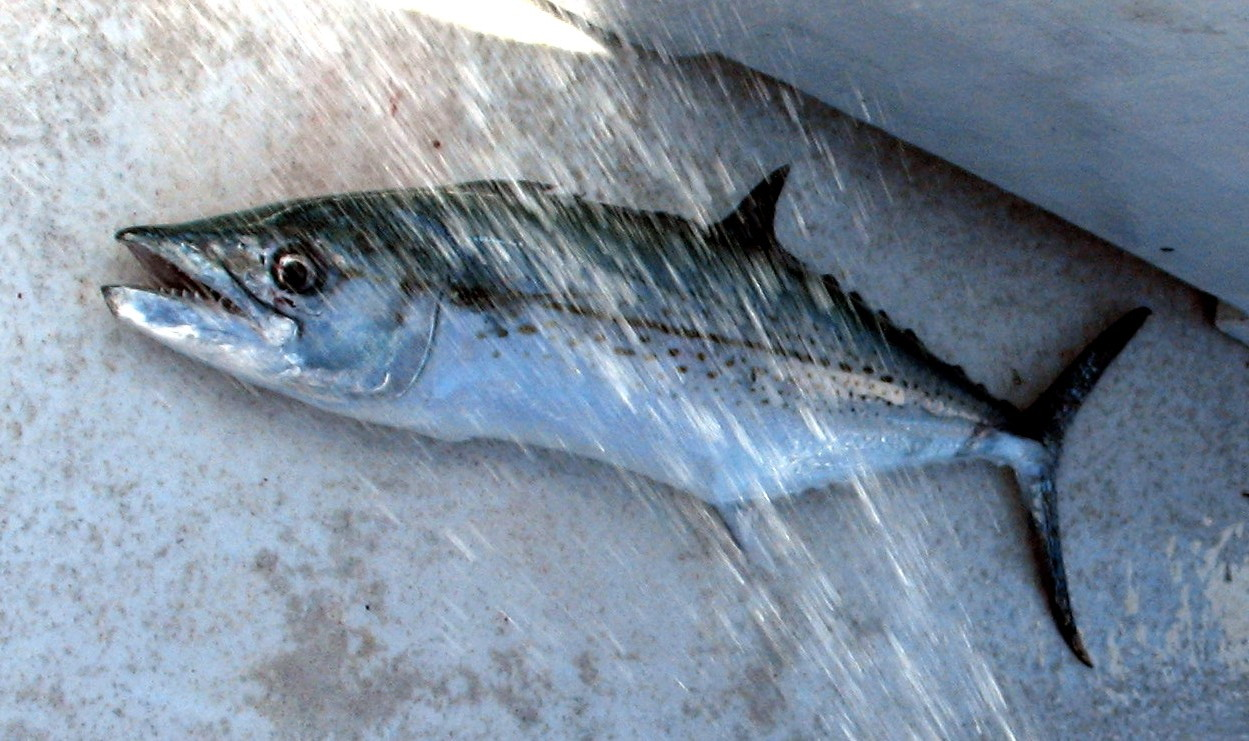
セロ・マッケレル（通称Pintado）

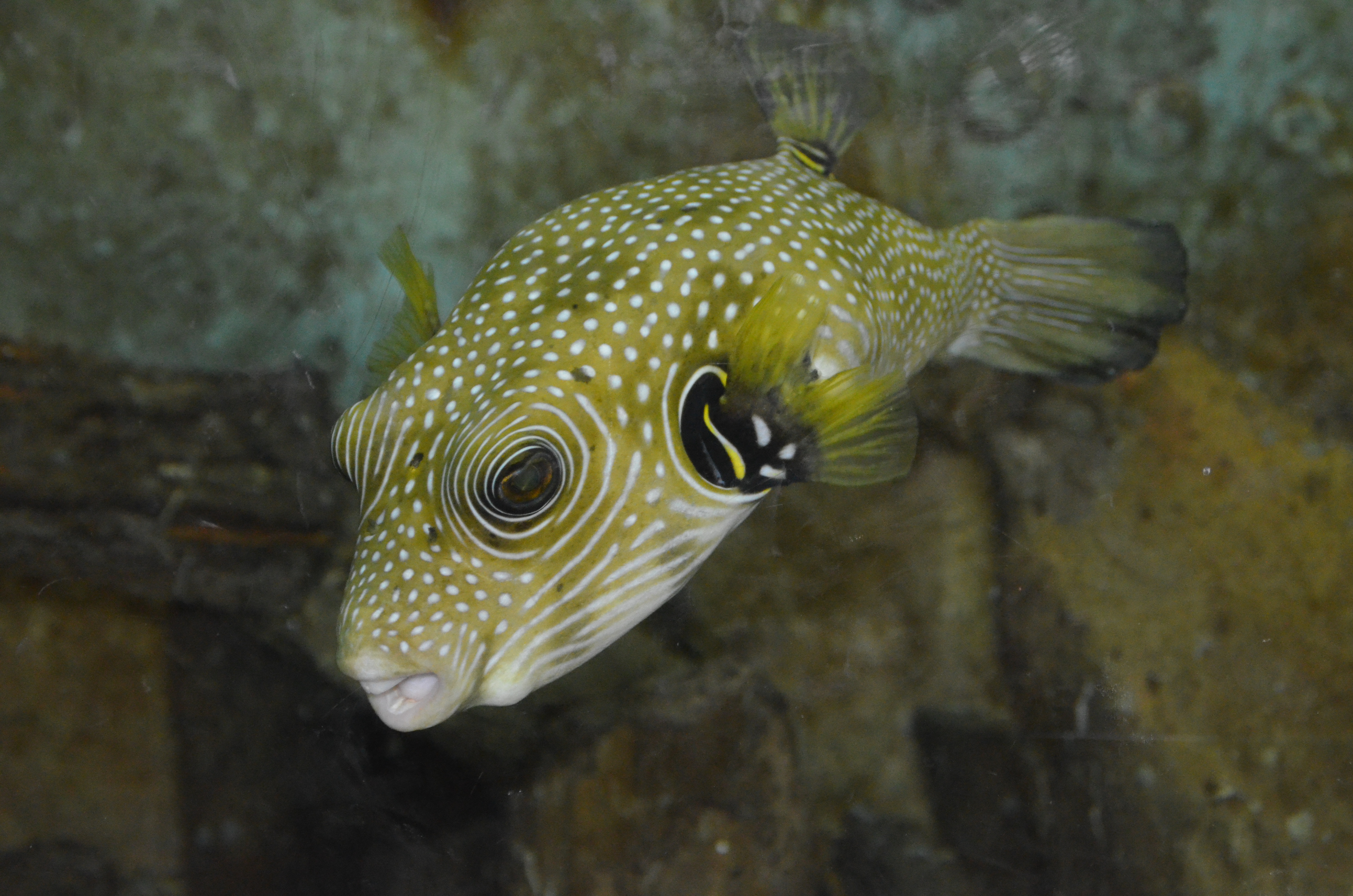
サザナミフグ（通称Botete pintado）

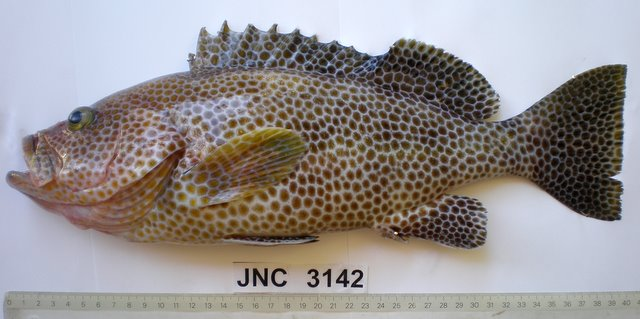
ホウセキハタ（通称Mero pintado）

## 艦歴
ピンタドは1943年5月7日にメイン州キタリーのポーツマス海軍造船所で起工した。9月15日にアントニオ・プリンス夫人によって命名、進水し、1944年1月1日に艦長バーナード・A・クラーレイ少佐（アナポリス1934年組）の指揮下で就役する。
ピンタドは1944年2月17日にポーツマスを出航し、ニューポートでの水雷公試、ニューロンドン沖での訓練およびキーウェスト沖での対潜戦術演習、水雷開発実験に従事した。3月31日に太平洋に向けて出航、パナマ運河を通過し4月23日に真珠湾に到着した。

### 第1の哨戒 1944年5月 - 7月
5月16日、ピンタドは最初の哨戒で「シャーク (USS Shark, SS-314)」「パイロットフィッシュ (USS Pilotfish, SS-386) 」とウルフパックを構成しマリアナ諸島および台湾方面に向かった。ピンタドはウルフパックの旗艦となり、レオン・P・ブレア大佐が座乗した。5月20日から21日にミッドウェー島で補給を行い、マリアナ沖の担当海域に到着。
5月31日、ウルフパックは偵察ラインを形成し、「シルバーサイズ (USS Silversides, SS-236) 」から報告された船団を探索する。ウルフパックは一晩かけて輸送船団を発見すると、攻撃態勢に入った。ピンタドは夜明け前に攻撃位置に達し、目標に向けて6本の魚雷を発射。魚雷は「東豊丸」（大連汽船、4,716トン）に命中し、「東豊丸」は北緯18度08分 東経141度14分 / 北緯18.133度 東経141.233度の地点で沈没した。ピンタドは640メートルの至近に護衛艦がいたものの、2回目の攻撃のため船尾発射管を目標に向けるべく大胆に旋回。準備を終え魚雷を発射し、爆発は確認されたが沈没までには至らなかった。ピンタドは日本海軍駆逐艦の猛烈な反撃をよそに、この海域を去った。
6月4日正午ごろ、ピンタドはサイパン島に向かう新たな輸送船団である第3530船団を発見。「シャーク」と「パイロットフィッシュ」を伴い船団を迎え撃った。15時29分、「シャーク」が「勝川丸」（川崎汽船、6,886トン）を撃沈し、翌6月5日16時45分にも「高岡丸」（日本郵船、7,006トン）と貨物船「たまひめ丸」（浜根汽船、3,080トン）を撃沈して船団に大きな打撃を与えつつあった。ピンタドは6月6日、北緯16度28分 東経142度16分 / 北緯16.467度 東経142.267度の地点で複数の目標に向けて魚雷を発射。魚雷は「鹿島山丸」（三井船舶、2,825トン）と「はあぶる丸」（大阪商船、5,652トン）に命中し、爆発が起こって船体を木っ端微塵にした。哨戒機と5隻の護衛艦が対潜攻撃で50発の爆雷や対潜爆弾を投下したものの、ピンタドに被害はなかった。ピンタドとシャークの戦果は、サイパンの戦いを控えてサイパン島の戦備増強に努めていた陸軍には大打撃の一つとなった。3530船団は加入船のうちほぼ半分を喪失し、3530船団に乗船していた第43師団の兵員の多くは救助されたものの兵器や装備は亡失。サイパンに上陸しても、もはや時間的余裕はないに等しかった。7月1日、ピンタドは46日間の行動を終えてマジュロに帰投した。

### 第2の哨戒 1944年7月 - 9月

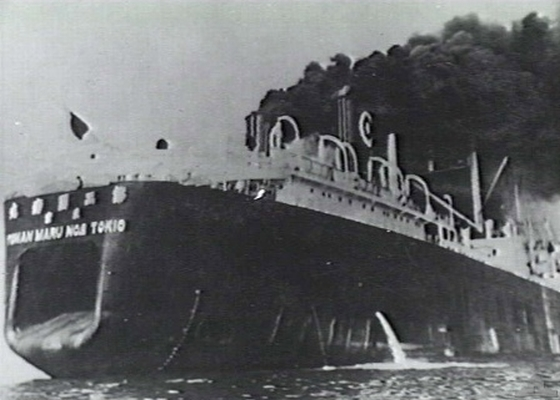
第二図南丸

7月24日、ピンタドは2回目の哨戒で東シナ海に向かった。8月6日、ピンタドは北緯30度55分 東経129度45分 / 北緯30.917度 東経129.750度の地点でモタ22船団を発見し、「昭南丸」（日本製鐵、5,401トン）を撃沈。爆雷攻撃を尻目に、ピンタドはその海域を去った。8月22日には、北緯29度53分 東経125度17分 / 北緯29.883度 東経125.283度の地点で3隻の護衛艦がついた11隻の輸送船団を発見し、日没後に船団の中に割って入った。護衛艦がわずか69メートルにまで迫っていたものの、捕鯨母船「第二図南丸」（日本水産、19,262トン）を撃沈した。「第二図南丸」は1942年10月10日にカビエンで「アンバージャック (USS Amberjack, SS-219)」 の攻撃を受けて座礁し、のちに日本本土に曳航されて修理され、タンカーとして使用されていた。奇しくもクラーレイ艦長は、「第二図南丸」を撃破した時のアンバージャックの幹部だった。「第二図南丸」は、第二次世界大戦でアメリカ潜水艦が撃沈した最大の商船である。ピンタドは別の目標に向かっても魚雷を発射し、2隻のタンカーに損傷を与えたと判断された。この後、ピンタドは9月1日まで東京湾のはるか南で救助配置任務に就いた。9月14日、ピンタドは54日間の行動を終えて真珠湾に帰投した。

### 第3の哨戒 1944年10月 - 1945年1月
10月9日、ピンタドは3回目の哨戒で「アトゥル (USS Atule, SS-403)」「ジャラオ (USS Jallao, SS-368) 」と共にウルフパック『クラーレイズ・クラッシャーズ Clarey's Crushers』を組んでルソン海峡、南シナ海方面に向かった。クラーレイ少佐がウルフパックを指揮し、クラーレイズ・クラッシャーズが哨戒海域に向かうその間に、マッカーサーはフィリピンへ戻る準備を行っていた。アメリカ軍が10月20日にレイテ島に上陸し、日本海軍は侵攻を阻止するため全てを投げ打って攻撃したが、レイテ沖海戦はアメリカ軍の圧勝となった。クラーレイズ・クラッシャーズは、ウィリアム・ハルゼー大将が指揮する第3艦隊がエンガノ岬沖海戦で打撃を与えた小沢治三郎中将率いる機動部隊を追撃するため、ルソン海峡方面の小沢艦隊の予想退路水域へと移動した。25日の夜、ジャラオが損傷を受けた軽巡洋艦「多摩」をレーダーで探知した。ピンタドはジャラオに近づいたが、ジャラオが攻撃を行う間自らは攻撃せず待機した。ジャラオは7本の魚雷を発射し3本が命中、「多摩」はエンガノ岬沖海戦で沈没した最後の巡洋艦であった。

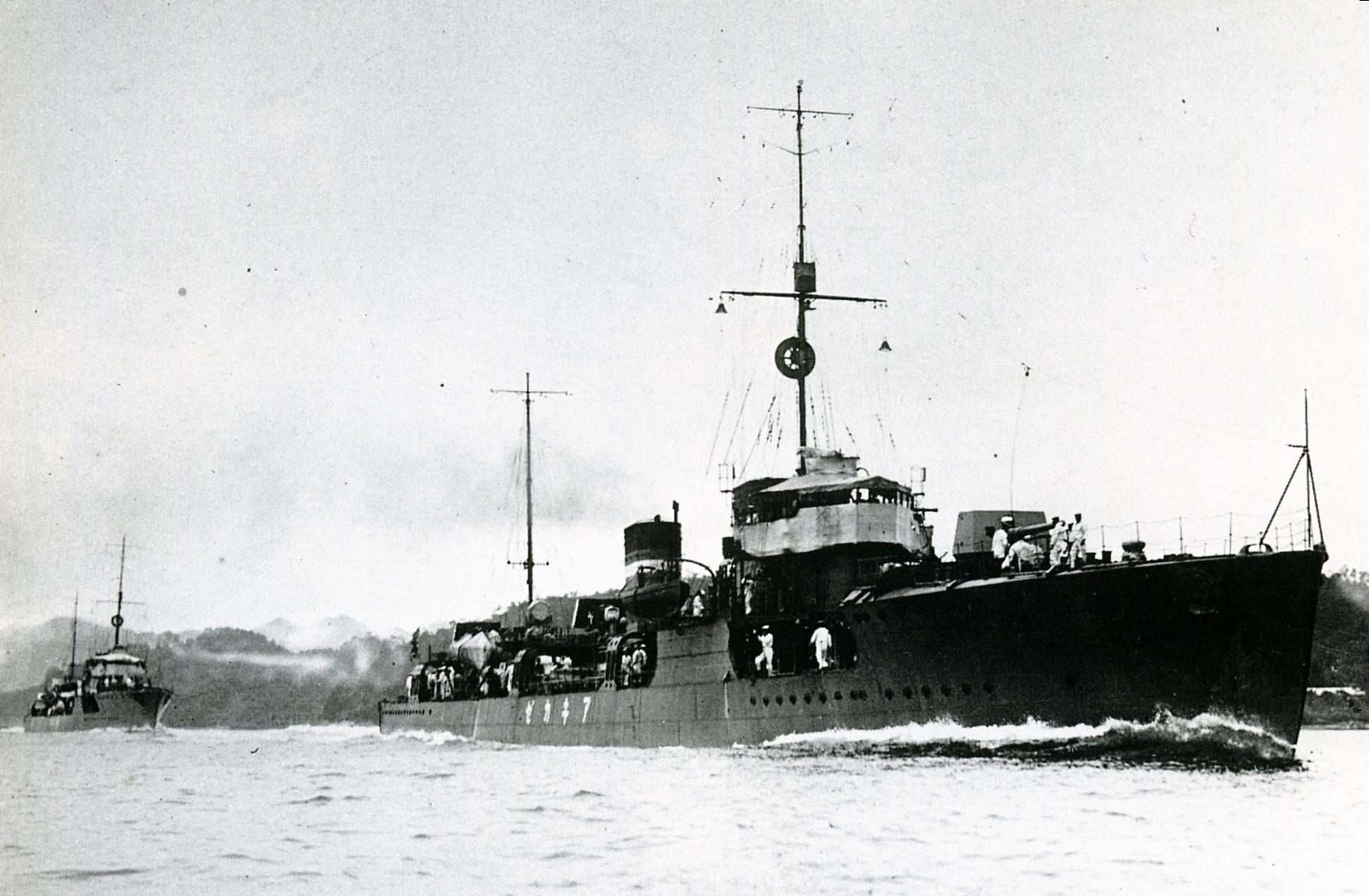
駆逐艦「秋風」（1923年）

11月2日、ピンタドなどこの方面にいた潜水艦に対し、司令部より「日本艦隊南下中」の情報がもたらされた。各潜水艦はそれぞれ艦隊の予想進路上に待ち伏せたが、ピンタドにボーナスが到来した。同日20時過ぎ、ピンタドは潜望鏡で「今まで見た中で最大の敵艦」を観測した。それは弾薬を搭載してブルネイに向かう日本海軍の空母「隼鷹」と、それを援護する軽巡洋艦「木曾」に駆逐艦であり、タンカーもいると思われた。日付が変わり、ピンタドはジャラオ、アトゥルに対して信号を送った後、24ノットの高速で通過する隼鷹に対して6本の魚雷を発射した。しかしながら魚雷が目標に到達する前に、駆逐艦「秋風」が接近してきた。魚雷は秋風に4本命中して大爆発、秋風は轟沈して隼鷹の位置は確認できなくなった。残った2隻の駆逐艦が爆雷攻撃を始め、ピンタドは潜航して攻撃の回避を余儀なくされた。その後、ピンタドは14日に敵の攻撃を受け損傷した「ハリバット (USS Halibut, SS-232) 」と合流し、これを護衛しながらサイパン島へ向かった。5日後にタナパグ湾に到着し、その1週間後ピンタドは高雄南方で哨戒を再開した。12月12日から13日にかけての夜、ピンタドは北緯19度30分 東経118度40分 / 北緯19.500度 東経118.667度の地点で「第12号輸送艦」を撃沈し、「第104号輸送艦」と「第106号輸送艦」に損傷を与えた。
2日後、ピンタドはオーストラリアに向かった。1945年1月1日、ピンタドは74日間の行動を終えてブリスベンに帰投。これまでの哨戒における多大な功績などによって殊勲部隊章を受章した。

### 第4、第5、第6の哨戒 1945年1月 - 8月
1月27日、ピンタドは4回目の哨戒で南シナ海に向かった。2月5日にダーウィンに寄港した後、シンガポールとサイゴン間の航路を哨戒したものの、敵艦との遭遇はなかった。ピンタドは、この哨戒全体にわたって敵機からの探索から逃れるべく、多くの場合潜航して航行した。2月20日には、突如現れた敵機からの2発の爆雷攻撃をかろうじて回避した。ピンタドは応急修理を受けた後哨戒を継続した。3月20日、ピンタドは51日間の行動を終えてフリーマントルに帰投。その後、4月15日にフリーマントルを出港して真珠湾に回航された。また、艦長がロモント・ブッド（アナポリス1935年組）に代わった。
6月1日、ピンタドは5回目の哨戒で日本近海に向かった。この哨戒では東京への空襲に向かうB-29部隊の救助配備任務にあたった。6月26日、ピンタドは本州南方で煙を上げるB-29が艦首前方2,000フィートを横切ったのを見た。B-29は1ダースものパラシュートを投下し爆発し、ピンタドは1時間以内に全ての乗員を救助した。7月14日、ピンタドは41日間の行動を終えてグアムアプラ港に帰投した。
8月7日、ピンタドは6回目の哨戒で日本近海に向かった。この哨戒でも東京湾沖で救助配備任務に当たり、8月15日に戦争は終了した。8月25日、ピンタドは19日間の行動を終えて真珠湾に帰投した。

### 戦後
ピンタドは本国に回航され、9月5日にサンフランシスコに到着した。そのまま同地に留まり、1946年3月6日に退役する。太平洋予備役艦隊で保管中の1962年12月1日に AGSS-387 （実験潜水艦）に艦種変更される。ピンタドは1967年3月1日に除籍され、1969年1月20日にオレゴン州ポートランドのジデル・エクスプローションズ社にスクラップとして売却された。
ピンタドは第二次世界大戦において8隻の船を沈めその総トン数は42,956トンに上る。ピンタドの司令塔はテキサス州フレデリックスバーグの国立太平洋戦争博物館に展示されている。